# Дафни (Кожани)
Дафни (грч. Δάφνη) је насељено место у општини Горуша у периферији Западна Македонија, Грчка. Према попису из 2021. године било је 34 становника.
Према бугарском географу и историчару, Василу Канчову, у Дафнима је 1900. године живео 270 Грка. Дафни се налазе у области Населица, која је некада била насељена словенским становништвом које је касније хеленизовано. Село се раније звало Драмишта.